# Mais où sont les nègres d'antan ?
Pour plus de détails, voir Fiche technique et Distribution.
Mais où sont les nègres d'antan ? est un film d'animation humoristique français, réalisé par Michel Boschet et André Martin en 1962.

## Caractéristiques du film
Court-métrage d'une durée de seize minutes.
Tourné sur pellicule couleurs (Eastmancolor) de 35 mm.
Film sonore mais sans paroles (la bande son est essentiellement constituée de musiques et de sons divers) à l'exception du commentaire dit par Bernard Bing.
Le film est visible en permanence au Forum des Images à Paris.

## Synopsis
Un ethnographe parisien effectue un voyage dans un petit village au fin fond de l'Afrique où il enregistre des sons et des musiques primitives.
De retour à Paris, ses enregistrements deviennent à la mode et le rendent célèbre. Il gagne ainsi beaucoup d'argent et se comporte en nouveau riche.
Un jour, le sorcier du village vient à Paris et lui réclame sa part des bénéfices. Le sorcier fait alors également fortune et se comporte finalement comme l'ethnographe.
Le film se termine par la phrase titre sous la forme d'une conclusion « Mais où sont les nègres d'antan ? ».

## Fiche technique
- Réalisation : Michel Boschet et André Martin
- Photo : Julien Pappé, Jacques Maillet
- Musique : Geneviève Martin (composition), Georges Delerue (direction musicale)
- Producteur : Anatole Dauman
- Sociétés de production : Argos Films, Service de la recherche de la RTF, Les Films Martin-Boschet
- Langue : Français
- Format : 35 mm
- Genre : animation
- Durée : 16 minutes
- Date de sortie : 1962

## Distinction
Le film a reçu le prix Émile Cohl en 1963.

## Titre du film
Le titre du film est bien sûr un calembour rappelant le célèbre vers de François Villon « Mais où sont les neiges d'antan ? » qui conclut son poème la « Ballade des dames du temps jadis ». Ce titre facétieux a pu être inspiré par le dernier vers du poème parodique Ballade des nègres du temps jadis que Mathias Lübeck (alias Robert Enoch) a écrit dans les années 1920 pour la revue surréaliste l'Œuf dur.